# Nora Strömman
Nora Strömman, född 9 februari 1980 i Åbo, är en finlandssvensk författare av barn- och ungdomslitteratur samt utbildad kulturproducent. Hon skriver böcker på svenska och finska och hennes bror Kasper Strömman har illustrerat många av hennes verk.